# Liste der Monuments historiques in Bertrange
Die Liste der Monuments historiques in Bertrange führt die Monuments historiques in der französischen Gemeinde Bertrange auf.

## Liste der Bauwerke
| Bezeichnung | Beschreibung            | Standort               | Kennzeichnung | Schutzstatus | Datum | Bild |
| ----------- | ----------------------- | ---------------------- | ------------- | ------------ | ----- | ---- |
| Beinhaus    | aus dem 17. Jahrhundert | Rue des Vourles (Lage) | PA00106734    | Inscrit      | 1987  |      |